# فری‌بیس
فری‌بیس (انگلیسی: Freebase) یک پایگاه دانش برخط بود که توسط گوگل مدیریت می‌شد. گراف دانش گوگل نیز از این پایگاه دانش استفاده می‌کرد. مجوز استفادهٔ آن کریتیو کامنز بود. این پایگاه دانش در ۳۱ اوت ۲۰۱۶ بسته شد اهداف پروژه با پروژه‌های دیگری همچون گراف دانش گوگل جایگزین شد. هدف فری بیس، ایجاد یک منبع جهانی بود که به افراد (و ماشین‌ها) اجازه می‌داد به اطلاعات مشترک به‌طور مؤثرتری دسترسی داشته باشند. این نرم‌افزار توسط شرکت نرم‌افزاری آمریکایی متاوب توسعه داده شد و در مارس ۲۰۰۷ به صورت عمومی اجرا شد. متاوب توسط گوگل در یک فروش خصوصی که در ۱۶ ژوئیه ۲۰۱۰ اعلام شد خریداری شد.